# Championnat d'Espagne de beach soccer
 (mai 2022).
Le championnat d'Espagne de beach soccer, créé en 2012, est une compétition annuelle de beach soccer disputée entre les clubs espagnols.
Le vainqueur participe à la Coupe d'Europe l'année suivante.

## Histoire
En 2012, pour la première édition, Gimnàstic Tarragone remporte le trophée organisé au Centre Nautique de Barcelone. Le Nastic l'emporte avec 17 points, suivi de Murcie CD avec 15 points. Llorenç Gómez, attaquant des champions, inscrit en premier son nom au tableau d'honneur en terminant meilleur joueur et meilleur buteur (18 buts).
Du 27 au 30 juin 2013, Lloret de Mar devient l'épicentre de beach soccer espagnol où les huit meilleures équipes du pays s'affrontent pour l'attribution du deuxième championnat national. L'événement réunit différents membres de l'équipe nationale espagnole.

## Déroulement
Les huit équipes jouent l'une contre l'autre dans un format championnat.

## Club lors de l'édition 2013
- Club Deportivo Murcia
- Benidorm FP
- Gimnàstic Tarragone
- Playas de Almeria
- Levante FP
- Melistar FC
- Girona FC
- Cadiz FP  Aluminios Sotelo

## Palmarès

### Par édition
| Année | Champion            | 2e        | 3e          |
| ----- | ------------------- | --------- | ----------- |
| 2012  | Gimnàstic Tarragone | CD Murcia | Melistar CF |
| 2013  |                     |           |             |

### Trophées individuels
| Édition | Meilleur joueur                     | Meilleur buteur                     | Meilleur buteur | Meilleur gardien |
| Édition | Meilleur joueur                     | Nom                                 | Nbr             | Meilleur gardien |
| ------- | ----------------------------------- | ----------------------------------- | --------------- | ---------------- |
| 2012    | Llorenç Gómez (Gimnàstic Tarragone) | Llorenç Gómez (Gimnàstic Tarragone) | 18 buts         |                  |
| 2013    |                                     |                                     |                 |                  |